# الرميلة (ارميلات)
الرميلة هي إحدى مشيخات المملكة المغربية، تتبع جغرافيا لإقليم سيدي قاسم وإداريًا لارميلات. يقدر عدد سكانها بـ 10805 نسمة حسب الإحصاء الرسمي للسكان والسكنى لسنة 2004.